# Võhma
Võhma (alternativno Vehma) je grad i općina u središnjoj Estoniji,  okrug Viljandimaa. Jedan je od najmanjih gradova u zemlji.
Grad ima 1.411 stanovnika (1. siječnja 2010.) i prostire se na samo 1,9 km2.
Grada datira iz šesnaestog stoljeća. Nakon završetka željezničke pruge Tallinn - Viljandi koja ima stanicu Võhma malo selo se brzo razvijalo. U razdoblju od 1928. do 1996. grad je bio poznat po svojim klaonicama. Nakon zatvaranja klaonice grad upada u gospodarsku krizu.  10. kolovoza 1993. godine Võhma dobiva gradska prava. U ljeto 2000. je započela proizvodnja svijeća, a kasnije su otvorene šivaonica (sada najveći poslodavac s oko 80 zaposlenih) i punionica mineralne vode, te razna manja poduzeća.
Võhma je udaljena 10 km južno od nacionalnog parka Soomaa.

## Vanjske povezice
- Službene stranice